# Tadeusz Paciorkiewicz
Tadeusz Paciorkiewicz (ur. 17 października 1916 w Sierpcu, zm. 21 listopada 1998 w Warszawie) – polski kompozytor, organista i pedagog. 

## Życiorys
Studia muzyczne w zakresie organów ukończył pod kierunkiem Bronisława Rutkowskiego w Konserwatorium Warszawskim w 1943 roku, w zakresie kompozycji zaś pod kierunkiem Kazimierza Sikorskiego w Państwowej Wyższej Szkole Muzycznej w Łodzi, w roku 1951. 
W lutym 1945 roku wyjechał do Płocka, gdzie założył Szkołę Muzyczną im. Karola Szymanowskiego. Założona przez niego szkoła miała charakter 5-letniej szkoły zawodowej oraz szkoły umuzykalniającej. Przy szkole funkcjonowało również przedszkole muzyczne. W 1949 roku szkoła została rozszerzona i przyjęła charakter średniej szkoły muzycznej. Placówka ta szybko stała się bazą życia muzycznego w Płocku i okolicy. Przy szkole bowiem skupiała się szeroka działalność społeczna w zakresie chórów oraz szkolenia dyrygentów chórów amatorskich. Działała tam również sekcja teatralna. 
W 1947 roku zadebiutował jako koncertujący organista, nagrywając również dla Polskiego Radia. 
W 1949 roku opuścił Płock i z całą rodziną przeniósł się do Łodzi, gdzie poświęcił się całkowicie pracy pedagogicznej i kompozytorskiej. Do 1959 roku uczył harmonii, kontrapunktu i innych przedmiotów teoretycznych w Państwowej Wyższej Szkole Muzycznej. 
Od 1954 roku podjął równoległą pracę w Państwowej Wyższej Szkole Muzycznej w Warszawie, dojeżdżając tam na dwa dni w tygodniu. Od 1959 roku razem z rodziną zamieszkał ostatecznie w Warszawie, gdzie kontynuował działalność pedagogiczną i kompozytorską. W PWSM w Warszawie, przemianowanej później na Akademię Muzyczną im. Fryderyka Chopina, przeszedł kolejno wszystkie stopnie awansów naukowych: docenta, profesora nadzwyczajnego i zwyczajnego. Przez wiele kadencji był dziekanem wydziału pierwszego (kompozycji, dyrygentury i teorii), a w latach 1969–1971 piastował urząd rektora uczelni. Za swoją pracę pedagogiczną i twórczą otrzymał wiele wyróżnień i nagród.
Dorobek twórczy Tadeusza Paciorkiewicza obejmuje wszystkie gatunki muzyki instrumentalnej, wokalnej i wokalno-instrumentalnej (ponad 370 pozycji). 
W skład tego dorobku wchodzi twórczość baletowo-operowa, kantatowo-oratoryjna, symfoniczna, chóralna, kameralna, solistyczna, dla orkiestr dętych oraz muzyka teatralna i filmowa. 
Głównymi pozycjami w tym dorobku są między innymi: 4 symfonie, 17 koncertów (na fortepian, klawesyn, skrzypce, altówkę, wiolonczelę, harfę, organy, obój, puzon, trąbkę, dwoje skrzypiec), 3 kwartety smyczkowe, 4 kwintety (fletowy, fortepianowy, na 5 instrumentów dętych i na 5 akordeonów), sonaty (na organy, fortepian, skrzypce, altówkę, wiolonczelę i fagot), 3 opery (w tym dwie radiowe), balet oraz oratorium „De Revolutionibus”.
Zmarł w Warszawie, pochowany na cmentarzu Wojskowym na Powązkach (kwatera A3 tuje-3-24). 

## Ordery i odznaczenia
- Krzyż Komandorski Orderu Odrodzenia Polski (1997)
- Krzyż Oficerski Orderu Odrodzenia Polski (1979)
- Odznaka tytułu honorowego „Zasłużony Nauczyciel Polskiej Rzeczypospolitej Ludowej” (1985)
- Odznaka „Zasłużony Działacz Kultury” (1971)
- Medal ZAiKS-u (1998)[2]
- Honorowa Odznaka ZAiKS-u (1978)[2]

## Nagrody
- Nagroda Ministerstwa Kultury i Sztuki III stopnia (1969)[3]
- Nagroda Ministra Obrony Narodowej III stopnia w dziedzinie muzyki (1974)[4]